# Hidraulika
A hidraulika elsősorban a folyadék tulajdonságaival és mérnöki alkalmazásukkal foglalkozó résztudomány. A név, ahogy minden hidro-, hidra- előtagú kifejezés is, a görög hüdór (ύδωρ) szóból ered, amelynek jelentése 'víz'. A hidraulika a víz mellett általában más folyadék fizikai viselkedését is tárgyalja, technikatörténetileg, a gyakorlat számára előbb létezett, mint az elméleti áramlástan.
A hidraulika egyik ága a hidrostatika, mely a nyugalomban levő folyadékon belül a nehézkedés által létrehozott, a magasság szerint változó hidrosztatikai nyomás jelenségeit vizsgálja.

Hidraulikus tömlők

A hidraulika egy másik területe, a hidrodinamika a folyadékok egydimenziós (örvénymentes) áramlásával foglalkozó résztudomány, amely a természetes és mesterséges vízfolyásokban és áramlatokban végbemenő fizikai folyamatokat és mérnöki vonatkozásaikat vizsgálja. Ennek megfelelően feladatai közé tartozik a permanens és nem permanens áramlások, szivárgások stb. felszíngörbéinek kiszámítása, hőszennyeződésének meghatározása, a beépített műtárgyak által, illetve rájuk kifejtett hatásmechanizmus feltérképezése stb. Az áramlástan a folyadékok és gázok örvénylő mozgását is tárgyalja. A természetes vizek viselkedésével foglalkozó tudományág a hidrológia.
A hidraulika a folyadék közvetítésével végzett, hidraulikus gépekben (pl. hidraulikus kovácssajtóban) alkalmazott erőátvitel mérnöki megoldásaival is foglalkozik, ezekben sem a folyadék áramlása, sem a hidrosztatikus nyomása nem játszik érdemleges szerepet.

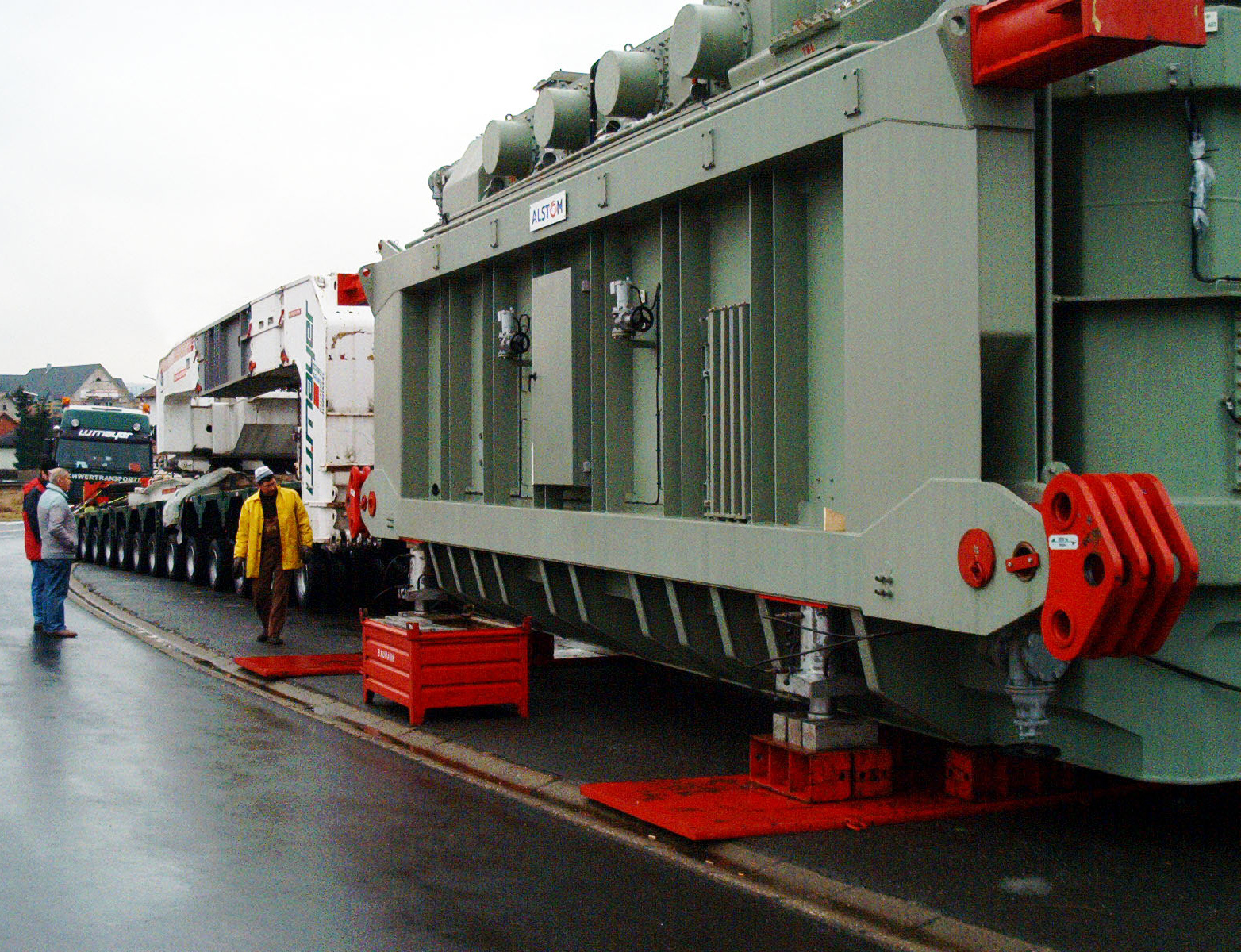
Hidraulikus munkahenger alkalmazása a nagyobb terhek emelésére

A gyakorlatban hidraulika néven sokszor magát az erőgép vagy más mechanikai szerkezet részeként alkalmazott erőátviteli rendszert értik, például egy gépjármű fékberendezésében, repülőgép kormányszerkezetében.